# Dermatica
Dermatica zijn farmaceutische producten die worden toegepast op de huid. Het gaat hier om strooipoeders (vaste dermatica), crèmes, zalven en gels (halfvaste dermatica) en om emulsies (lotion of bodymilk), suspensies en oplossingen (vloeibare dermatica). Het dermaticum wordt aangepast aan het type huid van de patiënt: voor een droge huid kiest de arts een vette zalf, voor een nattende huidaandoening kiest de arts een uitdrogende waterhoudende gel, voor een normale huid is er een crème.

## Toepassingen
De bekendste toepassingen van dermatica zijn die voor beschermings- of huidverzorgingsdoeleinden. Denk aan crème, zalf, lotion, etc. Zonder geneesmiddel erin zijn het eigenlijk cosmetica, maar met een medische toepassing.
Dermatica kunnen ook drager zijn van een of meerdere geneesmiddelen. Deze kunnen direct op de huid inwerken of via de huid in het lichaam opgenomen worden. Alleen lipofiele werkzame stoffen kunnen op deze wijze worden opgenomen, omdat enkel lipofiele stoffen door de opperhuid heen kunnen dringen. Om de penetratie van geneesmiddelen te verbeteren, is het mogelijk salicylzuur aan het dermaticum toe te voegen, deze stof verweekt de opperhuid en maakt deze meer doordringbaar. Ook occlusie is een mogelijkheid: hierbij wordt de huid van buitenaf min of meer afgesloten, zodat het water dat normaal uit de huid kan verdampen, wordt vastgehouden en de verhoornde opperhuid kan verweken. Occlusie kan onder folie of onder vette zalf (bijvoorbeeld vaseline) gebeuren.
Het is tegenwoordig ook mogelijk om met behulp van nieuwe technieken de doorlaatbaarheid van de huid te verbeteren. Zo kan de doorlaatbaarheid bijvoorbeeld beïnvloed worden door een elektrische stroom door de huid te laten gaan (iontoforese), non-invasieve of invasieve meso apparatuur, microneedling of met behulp van ultrasoon geluid.

## Overzicht
| Vloeibare dermatica | Halfvaste dermatica | Vaste dermatica |
| ------------------- | ------------------- | --------------- |
| Oplossingen         | Pasta's             | Strooipoeders   |
| Suspensies          | Crèmes              | Strooipoeders   |
| Emulsies            | Zalven              | Strooipoeders   |
|                     | Gels                | Strooipoeders   |